# Brunfelsia boliviana
Brunfelsia boliviana ist eine Art aus der Sektion Franciscea der Gattung Brunfelsia. Die 1 bis 2 m hohen Sträucher kommen in den östlichen Anden im Süden Boliviens vor.

## Beschreibung

### Vegetative Merkmale
Brunfelsia bolivina ist ein 1 bis 2 m hoher Strauch. Die Rinde ist dünn, gelblich bis graubraun gefärbt, in Längsrichtung gerunzelt und nicht abblätternd. Die jungen Zweige haben einen Durchmesser von 2 bis 3 mm, sind mehr oder weniger filzig behaart, werden aber im Alter kahl.
Die Laubblätter stehen an den Zweigen verteilt oder in Gruppen an den Spitzen von kurzen Seitentrieben. Sie sind kurz bestielt, die Blattspreite ist fest häutig bis etwas lederig, umgekehrt eiförmig, selten auch elliptisch-umgekehrt eiförmig, 4 bis 13,5 mm lang und 2,3 bis 5,8 cm breit. Nach vorn ist die Blattspreite abgerundet und weist eine kurze, schmale Spitze mit einer Länge von 5 bis 10 mm auf, die Spitze selbst ist stumpf bis spitz zulaufend. Die Basis ist spitz zulaufend, der Blattrand ist leicht nach oben eingerollt. Beide Blattseiten sind unbehaart, nur entlang der Mittelrippe stehen filzige und drüsiger Trichome. Im Bereich des eingerollten Blattrandes ist die Oberseite bewimpert-filzig. Die Oberseite ist dunkelgrün, die Unterseite ist heller und gelb-grün gefärbt. Von der Mittelrippe gehen vier bis neun, auf der Unterseite hervorstehende Nebenadern aus. Diese verlaufen zunächst gerade, laufen aber am Rand bogenförmig zusammen.

### Blütenstände und Blüten
Die Blütenstände sind Doldenrispen, die endständig an den Trieben des Vorjahres erscheinen. Sie stehen an einem 5 bis 12 mm langen, mehr oder weniger filzig behaarten Blütenstandsstiel, sind verzweigt und bestehen aus sechs bis 15 Blüten. Die Blütenstände werden von 1 bis 4 mm langen, lanzettlich bis schiffchenartig geformten, laubblattartigen und vor allem am Rand filzig behaarten Tragblättern gestützt. Die Blütenstiele sind 2 bis 6 mm lang und haben einen Durchmesser von 1 mm, an der Spitze sind sie leicht verdickt. Sie sind unbehaart oder leicht mit drüsigen Trichomen besetzt. 
Der Kelch ist röhrenförmig, im Querschnitt fünfeckig und an der Basis abgestutzt. Er ist 9 bis 15 mm lang, hat einen Durchmesser von 3 bis 4 mm und ist unbehaart oder mit einigen drüsigen Trichomen besetzt. Die Kelchzähne beinahe gleich lang, 2 bis 4 mm lang, eiförmig und nach vorn kurz zugespitzt. Die Spitze selbst ist stumpf und drüsig-papillös. An der Frucht bleibt der Kelch bestehen, trocknet aber ein. 
Die Krone ist zunächst hellviolett und verblasst später zu weiß. Die gerade Kronröhre ist etwa doppelt so lang wie der Kelch, 21 bis 25 mm lang und 2 bis 3 mm im Durchmesser. Der Kronsaum ist abgespreizt, hat einen Durchmesser von 18 bis 30 mm. Die Kronlappen sind nahezu gleich geformt, abgerundet und 8 bis 14 mm lang.
Die vier Staubblätter setzen in der oberen Hälfte der Kronröhre an, die Staubfäden sind riemenförmig. Das unten stehende Staubblattpaar besitzt die längeren Staubfäden, diese sind 3 mm lang, stehen beinahe aufrecht und ragen leicht über die Kronröhre hinaus. Die Staubfäden des oben stehenden Staubblattpaar sind 2 mm lang und ragen nicht über die Kronröhre hinaus. Die Staubbeutel sind kugelig-nierenförmig, nahe zu gleich groß oder beim oberen Staubblattpaar etwas größer, der Durchmesser beträgt 1 bis 1,2 mm.
Der Fruchtknoten besitzt etwa 30 Samenanlagen, ist eng eiförmig, 2 bis 3 mm hoch und misst 1,8 bis 2,2 mm im Durchmesser. Der Griffel ist an der Spitze gebogen und etwa 19 mm lang. Die 2 mm lange Narbe ist leicht zweilappig.

### Früchte und Samen
An jedem Blütenstand reifen drei bis sechs bei Reife trockene Kapselfrüchte. Sie sind beinahe kugelförmig und 20 bis 25 mm groß, glatt und grün gefärbt. Das Perikarp ist dünn, 1 bis 1,5 mm dick, das Endokarp ist dünn verkrustet.
Jede Frucht enthält 22 bis 28 Samen. Diese sind langgestreckt bis fast nierenförmig, im Querschnitt beinahe drehrund. Sie sind 5 bis 8 mm lang und haben einen Durchmesser von 2 bis 3 mm. Die Samenoberfläche ist dunkelbraun und netzartig gekörnt. Der Embryo ist gerade und 4 mm lang, die Keimblätter sind eiförmig, 1,5 mm lang, die Keimwurzel (Radicula) hat eine Länge von 2,5 mm.

## Vorkommen
Die Art ist nur von fünf Funden bekannt, die sich alle auf ein relativ kleines Gebiet an den Vorbergen der bolivianischen Anden beschränken.

## Etymologie
Das Epitheton boliviana bezieht sich auf die Herkunft aus Bolivien, wo die Pflanze Bella unión genannt wird, was so viel wie „Schöne Einigkeit“ bedeutet. Dieser Name, der auch für andere Brunfelsia verwendet wird, bezieht sich auf das gleichzeitige Auftreten violetter und weißer Blüten an einer Pflanze.